# JALスカイ
株式会社JALスカイ（ジャルスカイ、英語: JAL SKY Co.,Ltd.）は、JALグループの空港運営会社である。東京国際空港および成田国際空港においてJALグループ各航空会社並びに日本航空が受託している外国航空会社の旅客・航務などのグランドハンドリングを請け負っている。

## 設立
それぞれ空港旅客・航務業務を行っていたJALスカイ東京（羽田空港）とJALスカイサービス（成田空港）、およびJALウェイブの三社を統合し、2009年10月1日に設立。

## 関連会社
下記の（主にJALグループが就航している）空港へグランドスタッフの業務応援などを実施している。
また、下記以外の空港（日本通運などが受託している日本各地の地方空港や海外のJAL就航地など）へ出張することもある。
- JALスカイ札幌（新千歳空港・函館空港・丘珠空港）
- JALスカイ仙台（仙台空港）
- JALスカイ金沢（小松空港）
- JALスカイ大阪（大阪国際空港）
- JALスカイ九州（福岡空港・大分空港・熊本空港・宮崎空港・長崎空港）
- JALスカイエアポート沖縄（那覇空港・石垣空港・宮古空港・久米島空港・与那国空港・南大東空港）
- ドリームスカイ名古屋[2]（中部国際空港）
- Kスカイ[3]（関西国際空港）